# Działka robocza
Działka robocza – logicznie wyodrębniona część obiektu budowlanego, w którym mają być realizowane określone ciągi robót budowlanych. Obiekt budowlany dzielony jest na kilka (lub więcej) takich działek o podobnym zakresie robót.
Takie wyodrębnienie dokonuje się na etapie planowania realizacji budowy lub robót budowlanych, celem podziału inwestycji na mniejsze części, umożliwiającego zaplanowanie realizacji całego obiektu według równomiernej metody wykonania robót.

## Wyodrębnienie działki roboczej
Wyodrębnienie działek w obiekcie dokonywane jest z uwzględnianiem następujących czynników:
- jednakowa ilość robót dla każdej działki; z różnych przyczyn, takich jak uwarunkowania architektoniczne, konstrukcyjne, technologiczne, zwykle podział jedynie dąży w większym lub mniejszym stopniu do możliwie akceptowalnego spełnienia warunku jak najmniejszej różnicy w ilościach robót poszczególnych rodzajów na kolejnych działkach,
- uwarunkowania architektoniczne, konstrukcyjne, technologiczne, a także ekonomiczne, narzucające pewne rozwiązania, także ograniczające miejsca, w których można dokonać podziału obiektu na poszczególne działki robocze, np. uwzględnienie dylatacji czy dopuszczalnych miejsc przerw roboczych,
- na ile to możliwe zastosowanie jednego podziału obiektu na działki dla wszystkich procesów technologicznych realizowanych w obiekcie – rodzajów robót (np. konstrukcja, różne roboty wykończeniowe, instalacje elektryczne, sanitarne itd.),
- ilość dostępnych brygad i sprzętu,
- wymagany czas realizacji inwestycji,
- ewentualnie inne specyficzne czynniki.

Czasem uzasadniony bywa podział obiektu na działki robocze, według innego kryterium, np. według kosztów.

## Sposoby wyodrębniania działek
Wyodrębnienie działki roboczej, dla stosunkowo prostych obiektów budowlanych dokonywane jest na rzucie poziomym, dzieląc obiekt w zasadzie na równe powierzchniowo części. Dla bardziej skomplikowanych obiektów (pod względem możliwości podziału obiektu na działki robocze), tworzy się krzywą sumową ilości robót. Na osi rzędnych odkłada się narastająco ilość robót na długości obiektu. Dzieląc następnie wartość końcową sumy robót (danego rodzaju, np. konstrukcyjnych), na równe części, w ilości równej liczbie działek roboczych (wynikających np. z liczby brygad lub innych czynników), otrzymuje się podział obiektu na jego długości według ilości robót. Podział taki wymaga następnie korekty z wyżej wymienionych przyczyn, takich jak czynniki architektoniczne, konstrukcyjne, technologiczne i inne.
Wyżej opisana krzywa sumowa tworzona jest na podstawie zależności:
{\displaystyle Q(l)=\sum \limits _{l=l_{0}}^{l_{1}}q_{l_{0};l_{1}}}
gdzie:
qlo;l1 – zakres rzeczowy w funkcji długości obiektu od l0 do l1
Q(l) – sumaryczny zakres rzeczowy.

## Charakterystyka działki roboczej
Działka robocza winna być tak wyodrębniona aby brygada pracująca na działce i brygada pracująca na działce położonej obok, wzajemnie sobie nie przeszkadzały w prowadzeniu robót. Także aby technologicznie istniała możliwość prawidłowego (zgodnego z zasadami wiedzy technicznej i przepisami) połączenia zrealizowanych na jednej działce elementów, z elementami kontynuowanymi na następnej działce. Na przykład dla robót konstrukcyjnych dobrym miejsce podziału obiektu na działki robocze jest dylatacja, ewentualnie miejsce wskazane przez projektanta konstrukcji jako możliwa do zaakceptowania przerwa robocza.
Realizacja określonego rodzaju robót na danej działce roboczej, wymaga zapewnienie do jej realizacji brygady roboczej w odpowiednim składzie osobowym, wynikającym z rodzajów robót i ich ilości. Dotyczy to także niezbędnego sprzętu i narzędzi oraz materiałów pomocniczych. Po zakończeniu robót na danej działce, zarówno brygada jak i sprzęt zostaje w metodzie realizacji równomiernej, przesunięty na kolejną działkę do realizacji tych samych technologicznie zadań. Sprzyja to specjalizacji brygad, za którą winno iść podnoszenie jakości robót. Na działce pierwszej mogą zostać wtedy rozpoczęte następne roboty, zgodnie z harmonogramem realizacji, np. innej specjalności, przez kolejną brygadę roboczą.